# Thagria pala
Thagria pala är en insektsart som beskrevs av Nielson 1977. Thagria pala ingår i släktet Thagria och familjen dvärgstritar. Inga underarter finns listade i Catalogue of Life.